# Малый Бугодак (озеро)
Малый Бугодак  — бессточное озеро на западе Верхнеуральского районе Челябинской области, расположено к югу от озера Большой Бугодак и к востоку от хребтов Кутантау и Калактау (часть восточного склона Урала).
Озеро Малый Бугодак имеет два плёса — северный и южный, береговая линия умеренно изрезана. Небольшой остров в юго-западной части. Высота над уровнем моря на отметке 447,6 м. Площадь составляет 3,6 км², площадь водосборного бассейна — 20 км². Длина озера около 2,9 км, ширина достигает 2 км. Средняя глубина: 7,8 м. Максимальная глубина: 3,8 м. Значительных притоков не имеет. На юго-восточном берегу расположено село Малый Бугодак.
Берега низменные, покрытые луговой растительностью; склоны окрестных невысоких гор покрыты смешанным лесом. Юго-западный берег местами заболочен, порос тростником. На берегах встречаются такие редкие виды горно-степной растительности как пальчатокоренник Руссова, мытник Карлов скипетр, липарис Лёзеля, дремлик болотный. Дно глинистое. Вода чистая и мягкая, с минерализацией около 950 мг/л. 
В озере обитают карась, окунь, линь, плотва, язь, щука и краснопёрка; акклиматизированы карп и лещ.

## Данные водного реестра
По данным государственного водного реестра России, озеро относится к Уральскому бассейновому округу, водохозяйственный участок — от Верхнеуральского гидроузла до Магнитогорского гидроузла, речной бассейн — российская часть Урала.
Код объекта в государственном водном реестре — 12010000211112200000415.